# والتر سميث (لاعب كرة قدم أمريكية)
والتر سميث (بالإنجليزية: Walter Smith)‏ هو لاعب كرة قدم أمريكية أمريكي، ولد في 16 نوفمبر 1875 في كمبرلاند في الولايات المتحدة، وتوفي في 20 سبتمبر 1955 في Walter Reed Army Medical Center ‏ في الولايات المتحدة.